# کلیسای کانتور
کلیسای کانتور معروف به «برج ناقوس» همچنین با نام کلیسای روس در اواخر دوره ناصرالدین شاه قاجار توسط شرکتی روسی در قزوین احداث شد. این کلیسا ارتدوکس است.

## پیشینه
پس از سفرهای ناصرالدین شاه به فرنگ؛ راهسازی در ایران مورد توجه قرار گرفت و برای ارتباط پایتخت به اروپا، اقدام به احداث راه‌های شوسه بین شهرهای ایران گردید. راه شوسه تهران به قزوین توسط آقا باقر اصفهانی (محمدباقر سعدالسلطنه، حاکم بعدی قزوین) ساخته شده بود؛ اما راه انزلی به قزوین، با تحمیل قراردادی از سوی روسیه تزاری به حکومت قاجاری، به یک شرکت راه سازی روسی به نام شرکت بیمه و حمل و نقل که مدیریت آن با شخصی به نام «آناتولی نکالایویچ بستلما» بود؛ واگذار شد.
شرکت بیمه و حمل و نقل روسیه در آغاز فعالیت رسمی خود در ایران، اقدام به احداث مجموعه تأسیساتی در شمال محله پنبه ریسه شهر قزوین (محدوده کنونی خیابان‌های طالقانی، بوعلی، بلوار مدرس و خیام) کرد که به «کانتور» که در زبان روسی به معنای دفتر کار و اداره است؛ مشهور شد. از جمله این بناها، کلیسای کوچکی است که با توجه به اعتقادات مذهبی کارکنان روس، برای انجام عبادات مذهبی در جنوب مجموعه احداث گردید که در حال حاضر به بنایی برای بازدید گردشگران تبدیل شده‌است.

## معماری بنا
این کلیسای کوچک مانند سایر کلیساها دارای طرحی چلیپایی است و محراب آن رو به خاور است. ورودی کلیسا در ضلع باختری آن قرار دارد و شامل فضای ورودی با سقف شیب‌دار و در ورودی است. پس از ورودی، پیش فضای هال قرار دارد که بالای آن برج ناقوس کلیسا با ارتفاع حدود یازده متر به چشم می‌خورد. هال شامل نمازخانه و محراب است و در دو طرف آن، دو فضای مستطیل شکل قرار دارد. فضای محراب به شکل نیم دایره است و بر فراز آن گنبدی قرار گرفته‌است. فضای نمازخانه دارای گنبد و فضاهای جانبی آن دارای پوشش تخت است. در نمای خارجی این کلیسا، ستون‌های تزیینی دیده می‌شود.
نقشه معماری کلیسا چند ضلعی نامنظم است که با آجر قرمز لعابدار پوشیده شده و نمای جالبی پیدا کرده‌است. در نمای خارجی کلیسا هم ستون‌های تزیینی زیبایی به چشم می‌خورد و به دلیل همین شکل و شمایل خاص کلیسای کانتور در میان بناهای تاریخی قزوین جایگاهی متفاوت پیدا کرده‌است. دو گوشه طبقه اول برج ناقوس همچون نمازخانه دارای ستون نماهای بزرگی است ولی در طبقه دوم برج چهار ستون در چهار گوشه آن با فاصله‌ای از دیوارها قرار داده شده‌است. به غیر از نورگیرهای نمازخانه برج ناقوس نیز دارای نورگیرهایی می‌باشد.

## فضای بیرونی
حیاط کلیسا دارای آجرفرش است و در محوطه آن سنگ قبرهایی به چشم می‌خورد. یکی از این قبرها که با سنگ سیاه مشخص شده متعلق به مهندسی روس به نام «نیکلای الکساندروویچ» است که در سن ۳۹ سالگی در سال ۱۲۸۵ شمسی فوت می‌کند. علاوه بر سنگ قبر فوق، سنگ دیگری نیز در محوطه کلیسا وجود دارد که متعلق به یک خلبان روس است که گفته می‌شود در جریان جنگ جهانی اول هواپیمای او در اطراف شهر سقوط کرده و جسد این خلبان هم در داخل محوطه کلیسا دفن شده‌است.

## نگارخانه

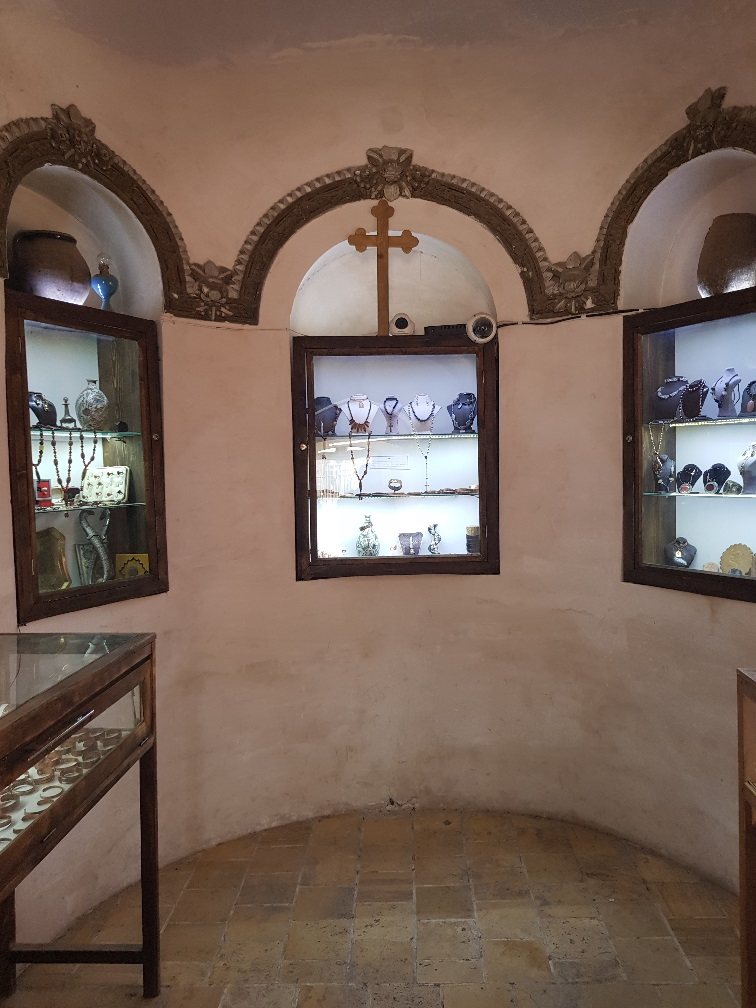
داخل کلیسا

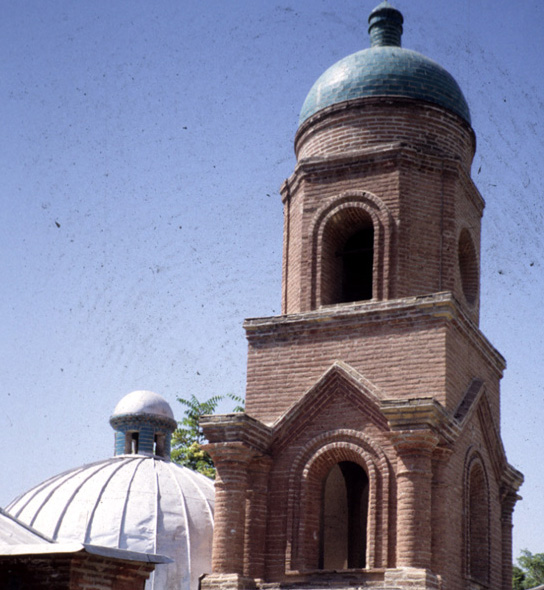
کلیسای کانتور
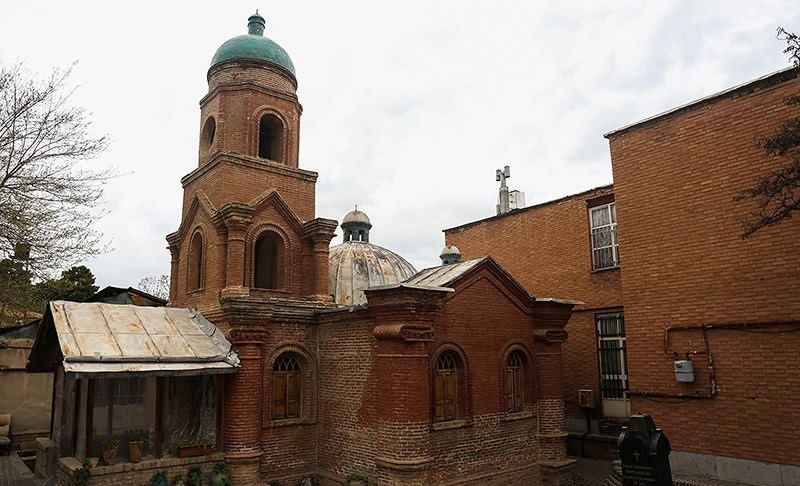
نمایی از کلیسای کانتور
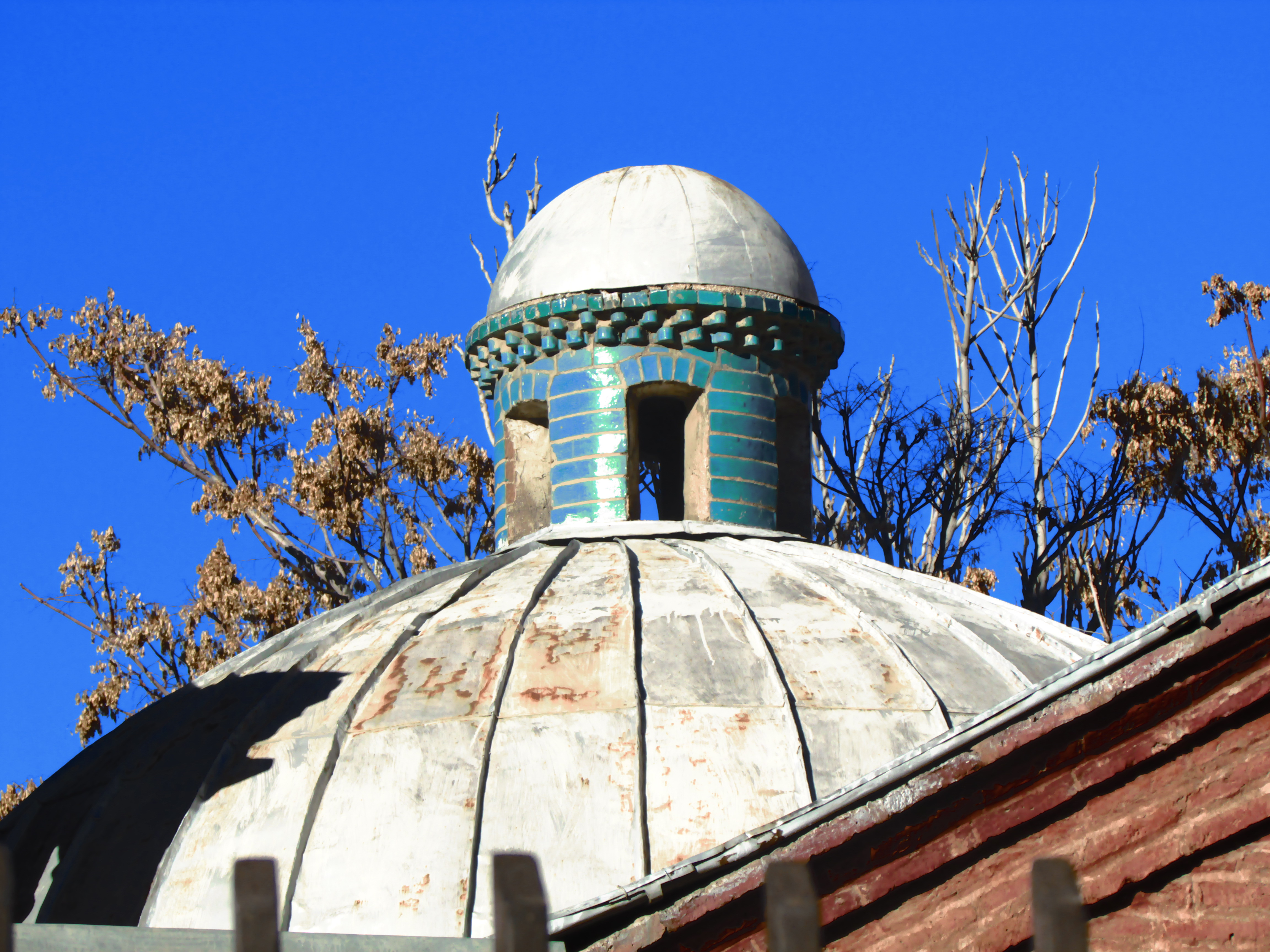
ناقوس کلیسا
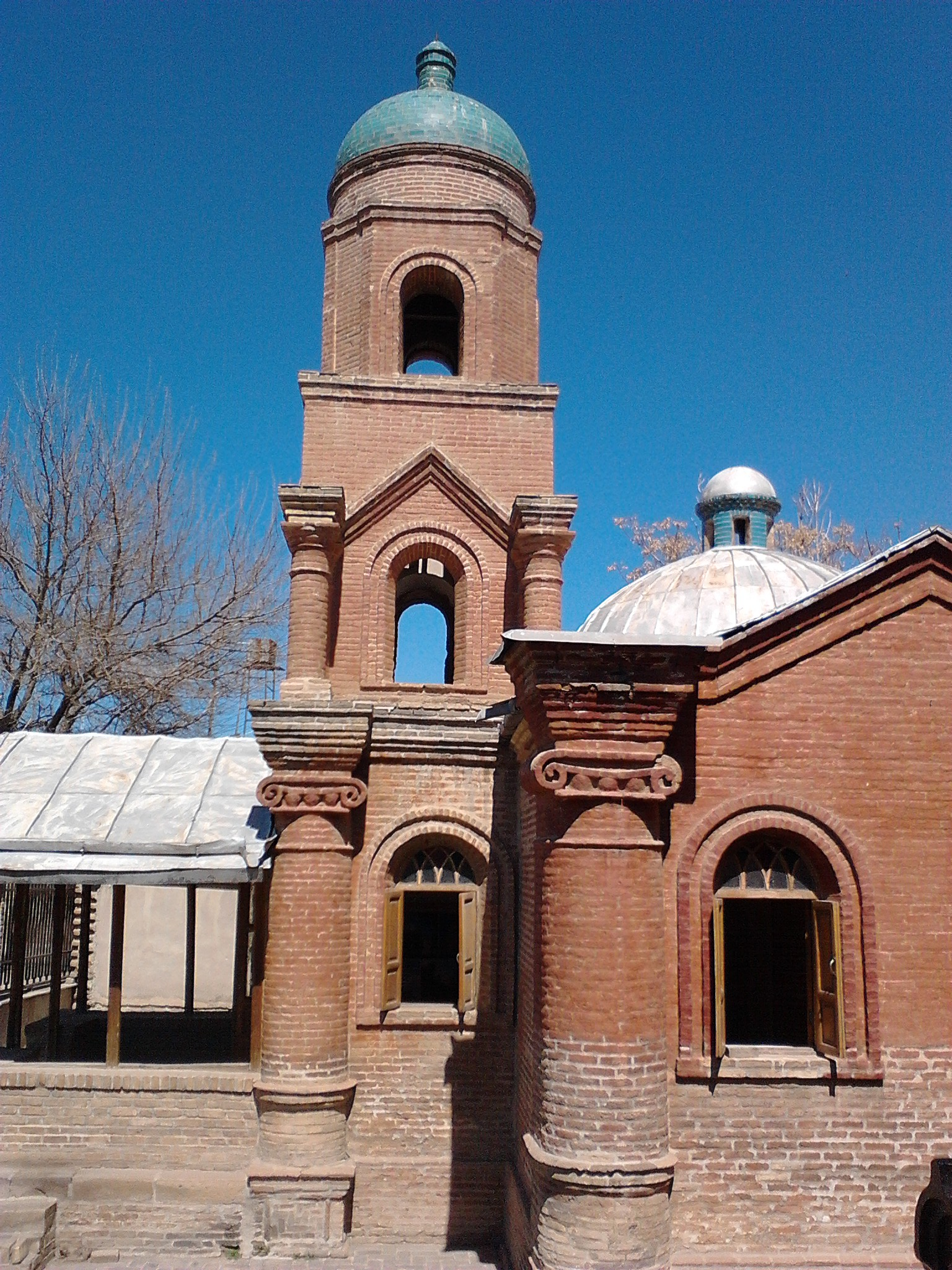
برج ناقوس